# Phytoecia nepheloides
Phytoecia nepheloides là một loài bọ cánh cứng trong họ Cerambycidae.